# Romualdo de Madariaga
Romualdo de Madariaga Céspedes (1894-1970) fue un arquitecto español del siglo XX.

## Biografía
Nació en 1894. Se tituló por la Escuela de Arquitectura de Madrid en 1918. Trabajó para la Dirección General de Seguridad del Gobierno de España diseñando diferentes casas-cuartel en la geografía nacional. Fue arquitecto del Banco de España en los años posteriores a la guerra civil española, proyectando edificios monumentales para la institución en varias capitales españolas. Falleció en Madrid el 21 de enero de 1970.

## Obra

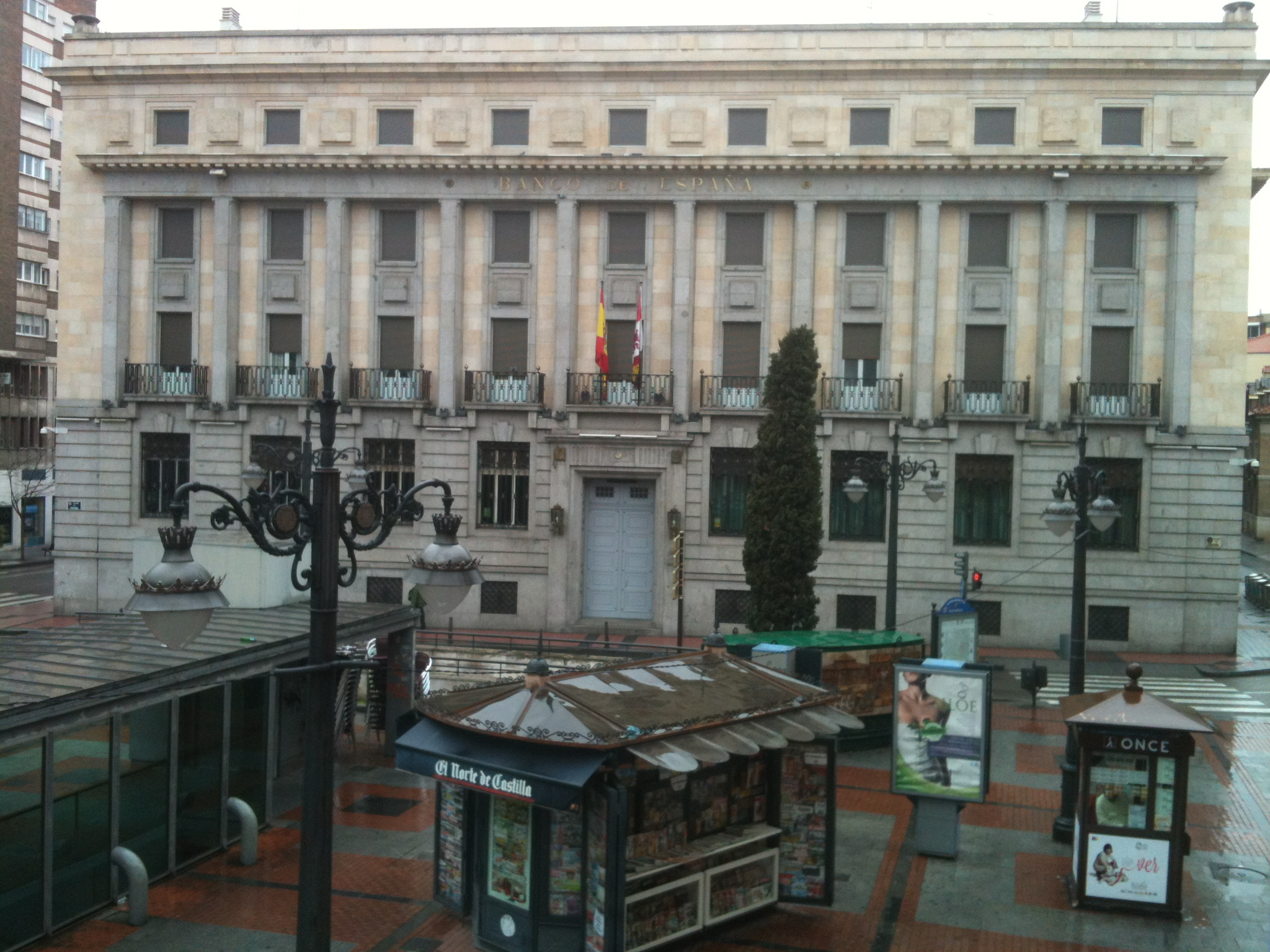
Edificio del Banco de España en Valladolid, proyectado por el arquitecto en 1955

Algunos de los inmuebles diseñados por Romualdo de Madariaga por la geografía española fueron los siguientes:
- Edificio del Banco de España en Albacete (1933)[2]
- Casa de las Artes de Vigo (1938)[3]
- Edificio del Banco de España en Linares (1947)
- Museo de las Peregrinaciones y de Santiago de Santiago de Compostela (1949)
- Edificio del Banco de España en Almería (1953)
- Edificio del Banco de España en Valladolid (1958)